# Wasyl Czabaniwski
Wasyl Fedorowycz Czabaniwski, ukr. Василь Федорович Чабанівський, pl. Bazyli Czabanowski (ur. 13 lutego?/25 lutego 1887 na Połtawszczyźnie, zm. 19 sierpnia 1963 w USA) − ukraiński wojskowy (generał-chorąży), major kontraktowy piechoty Wojska Polskiego w okresie międzywojennym, jeden z inicjatorów Ukraińskiej Armii Wyzwoleńczej podczas II wojny światowej.

## Życiorys
W 1912 ukończył szkołę junkrów piechoty w Tyflisie, zaś w 1914 kurs w nikołajewskiej akademii sztabu generalnego. Brał udział w I wojnie światowej. W armii rosyjskiej doszedł do stopnia kapitana. 
30 lipca 1918 podporządkował się sztabowi generalnemu formowanej armii ukraińskiej. Od 1 października tego roku w stopniu starszego esauła służył w sztabie 6 Korpusu Połtawskiego. Od 15 grudnia był zastępcą szefa jednego z wydziałów sztabu Frontu Lewobrzeżnego. 25 stycznia 1919 został szefem wydziału operacyjnego sztabu Korpusu Zaporoskiego. 18 maja tego roku objął funkcję kwatermistrza sztabu Grupy Zaporoskiej. Od 7 czerwca do 30 czerwca był p.o. szefa sztabu 6 Dywizji Zaporoskiej, zaś do 25 sierpnia p.o. szefa sztabu Grupy Zaporoskiej. Na początku grudnia zachorował na tyfus. Leczył się w Miropolu. 18 kwietnia 1920 został szefem wydziału operacyjnego sztabu głównego Armii Czynnej Ukraińskiej Republiki Ludowej. Od 4 maja tego roku był szefem sztabu komendantury miasta Winnicy. 25 czerwca powrócił na funkcję szefa wydziału operacyjnego sztabu głównego armii. Od 4 sierpnia znajdował się w dyspozycji szefa sztabu Armii Czynnej URL. 8 sierpnia został szefem sztabu 4 Brygady 2 Wołyńskiej Dywizji Strzeleckiej, zaś 15 września szefem sztabu 5 Chersońskiej Dywizji Strzeleckiej. 5 października awansował do stopnia podpułkownika. 
Pod koniec 1920 wraz z wojskami ukraińskimi został internowany w Polsce. 20 września 1922 został szefem jednego z wydziałów ukraińskiego sztabu generalnego na uchodźstwie. Od 1928 służył Wojsku Polskim jako oficer służby kontraktowej. W marcu 1939 pozostawał w dyspozycji dowódcy 27 Pułku Piechoty w Częstochowie. Później został przeniesiony do 81 Pułku Piechoty w Grodnie. Uczestniczył w wojnie obronnej 1939 w obronie Lwowa. 22 września, przed oddaniem miasta Armii Czerwonej, pozwolono mu wyjechać w kierunku Warszawy. Przedostał się do Warszawy, gdzie oddał się do dyspozycji Rządu URL na wychodźstwie. Został mianowany generałem chorążym. W 1943 był jednym z inicjatorów formowania w składzie Wehrmachtu Ukraińskiej Armii Wyzwoleńczej. Po zakończeniu wojny zamieszkał w zachodnich Niemczech. W 1950 wyjechał do Chicago.